# Bredefjord
De Bredefjord is een fjord in het Nationaal park Noordoost-Groenland in het oosten van Groenland.

## Geografie
De fjord heeft een lengte van ongeveer 40 kilometer en een breedte van ongeveer vier en een halve kilometer. Hij is ongeveer noordwest-zuidoost georiënteerd en voegt zich in het oosten samen met de Smallefjord tot de Ardencaplefjord.
Ten noorden van de fjord ligt het Koningin Margrethe II-land.

### Gletsjers
In de fjord komen meerdere gletsjers uit, waaronder de Ejnar Mikkelsengletsjer.